# 펌프킨 시저스
《펌프킨 시저스》(일본어: パンプキン・シザーズ,영어: Pumpkin Scissors）는 이와나가 료타로의 만화 및 이를 원작으로 일본의 인기 애니메이션 회사인 곤조에서 2006년에 만든 애니메이션이다. 원작 만화는 2018년 10월 현재 일본 22권, 대한민국 22권까지 발매되었다. 시대적 배경은 전쟁의 잔해가 많이 남아있는 정전 후이며 펌프킨 시저스라는 소대가 전재부흥을 목표로 행동하는 내용을 담고있다.

## 개요
2002년부터 《매거진 GREAT》(코단샤)에서 연재 개시. 그 뒤 2006년 11월호부터 《월간 소년 매거진》으로 옮겨가 연재하기 시작하였다. 애니메이션으로 제작되어 2006년 10월부터 2007년 3월까지 방송 되었다. 대한민국에서는 2008년 6월부터 애니맥스에서 방영하였다. 총 24화.
공화국과 대국 사이의 대규모 전쟁이 정전을 맞이한지 3년이 지난 제국에, 전쟁의 영향으로 인한 사회혼란을 수습하기 위해 조직된 부대, 육군정보부 제3과·통칭 〈펌프킨 시저스〉의 활약을 그린 작품이다. 무대가 되는 세계는 가공의 세계이지만 20세기 초 제 1차 세계대전이 모델이며, 세계나 사회가 크게 변화하려고 하는 시기가 그려졌다. 특히 무대가 되는 제국은 근대사회와 봉건사회가 혼재되어 있다.(자세한 사항은 #제국 개요를 참고)
단행본으로 발매될 때 몇 화의 인터벌 페이지가 추가되었다. 특히 1화는 반드시 컬러로 삽입되었으며, 개그풍도 있으나 복선이나 스토리 보충을 위한 중요한 스토리도 많다.
저자 이와나가는 펌프킨 시저스의 근간을 이루는 모티브는 《붉은 광탄 질리온》과 《위험한 형사》시리즈라고 밝혔다. (《월간 소년 매거진》 2009년 5월호 저자 코멘트)

## 줄거리
20세기 초와 흡사한 가상의 세계 '제국'과 '프로스트 공화국'은 오랫동안 대규모 전쟁을 벌여왔지만 〈박빙의 조약〉이라 불리는 정전조약을 체결하여 휴전한다.
정전조약을 맺은지 3년이 지나 제국은 부흥을 꾀하고 있었지만 사회혼란은 여전히 수습되지 않고, 난민이나 도둑 등 〈전재(戦災)〉가 끊이지 않았다. 그리하여 제국 및 제국육군은 이러한 문제를 해결하기 위해 전재부흥 전문부대로서 육군정보부 제3과(통칭 〈펌프킨 시저스〉를 설치한다.
제3과의 실상은 형식적인 것이었으나, 그들은 전재부흥을 위해 노력하며, 특히 전후의 혼란을 이용하여 사리사욕을 채우거나, 민중을 괴롭히는 권력자들과 대치한다.
이야기는 어떤 마을에 펌프킨 시저스와 퇴역후 비참한 전장에 지쳐, 정처없이 각지를 떠돌며 방랑하는 란델 올란드와 만나면서 시작된다.

## 등장인물
- 성우는 일본 / 한국 순

### 정보부 제3과
앨리스 레이 말빈 소위
성우: 이토 시즈카 / 유지원
육정3과 펌프킨시저스의 소대장으로 13귀족중 하나인 말빈가의 제3공녀이다. 사관학교 졸업식중에 정전이 채결되어 전쟁터에 동원되지않았고 항상 가문상징이 새겨진 검을 가지고 다닌다. 전재부흥을 목표로하며 악즉참을 외치며 생각없이 뛰어드는 성격이다.
란델 올란드 하사
성우: 미야케 켄타 / 박만영
얼굴의 흉터와 거구는 보는 사람들에게 공포를 주지만 사실은 온순하고 겁이 많은 성격이다. 아픈기억이 많으며 '901 ATT'(Anti Tank Trooper)출신이다. 목숨을 무시당한 병사로 이상할정도의 전투력으로 전차를 권총 하나로 격파한다. 가끔씩 이상한소리를 해서 소위한테 맞는경우도 있다.
오렐드 준위
성우: 토리우미 코스케 / 최재호
제국 육군 정보부 제3과 소속 준위. 앨리스가 부재일 경우 부대장 대리 임무를 맡는다. 〈영창에서 온 탈옥마〉라는 별명을 가지고 있다. 남자답지만 별명처럼 문제를 자주 일으킨다. 여자를 밝히며 때와 장소를 가리지 않고 여자를 꼬실정도로, 얼핏 보기엔 가벼워 보이지만, 의외로 입도 무겁고 의리파인 면도 있다. 때로는 넓은 여성편력을 이용해 정보 수집등을 하며, 스스로 악역을 자처하는 경우도 있다. 평소에는 메마른 성격이지만 상처받은 사람을 위로하거나 마지막에는 상당히 열혈한 같은 모습도 보인다. 전투실력은 본인 왈 "사관학교 군격투기(마샬 아츠)의 성적은 중하위지만, 뒷골목 싸움에서는 져본 적이 없다"고 하며, 땅의 지리를 재빠르게 이용하여 교활하게 싸운다. 또한 별명처럼 피킹과 포박풀기가 특기. 머치스와 소꼽친구로 공사를 떠나 자주 함께 한다.
마티스 준위
성우: 스즈키 치히로 / 전태열
안경을 쓰고 늘 성실하고 모든일은 혼자서 잘 해결하는 편이다. 오렐드와는 어렸을때부터 친구였고 그 영향으로 가끔 밝히는 경향이있다. 처음으로 하사와 인비지블9에 의문을 가질정도로 생각이 깊고 근접전도 나름한다.
릴리 스테킨 상사
성우: 우에다 카나 / 박지윤
작은체구에다 어린애같은 행동때문에 가끔 다른 사람들로부터 이상한 눈치를 받는다. 군인이라는 자각이없는 둔한성격이다.
행크스 대위
성우: 쵸 / 홍승표
3과의 과장이며 좀 게으른 성격이다. 하지만 자신이 할일은 확실히하며 가끔씩 대단할정도로 판단을 잘한다.
머큐리 호
성우: 오가와 카즈키 /
3과에서 상등전련병으로 일하고 있는 군용개이다. 스테킨하사는 멍군이라고 부르며 특히 친하다. 가끔 사람을 물어서 문제가 있지만(강등잼) 멍한 이미지로 나름 애교도 있다.

### 주변인물
코넬리 소령
성우: 시무라 토모유키 / 이광수
1과의 과장으로 행크스와는 잘아는 사이인 듯 하지만 의견충돌이 자주 발생한다. 강경적인 인물로 임무를 위해서라면 민간의 희생은 감수해야한다고 주장한다.

## 용어

### 제국 개요
본작의 주요 무대. 국가원수로 황제가 존재하지만, 극중에 정식적인 국가명이나 정치 형태에 관한 설명이 없기 때문에 자세한 사항은 알 수 없다. 국기에는 날개를 펼친 독수리가 그려져 있다. 원로회가 존재하지만 황제 독단으로 휴전협정을 맺은듯한 묘사를 보아, 황제의 권한이 상당히 큰 것으로 보인다. 또한 육군 시스템이나 그 외 세무서, 우편제도 등의 행정 시스템을 보면 근대사회이지만, 귀족이 영지를 소유하는 등 봉건제도가 남아있는 것도 특징이다.(자세한 사항은 귀족 항목 참고) 정치를 맡는 귀족은 군이 국정에 간섭하는 것을 탐탁치 않게 여기며 순수 귀족으로 이루어진 정부와 평민도 존재하는 군대는 사이가 좋지 않다.
국내 상태는 프로스트 공화국과 전쟁으로 인해 피폐해졌으며 휴전을 맺은지 3년이 지난 지금, 주요 도시에서는 부흥의 징조가 보이지만 지방의 경제나 치안 등은 좋지 않다. 또한 일부 권력자나 유력자등이 권력을 이용해, 정치부패나 불법행위가 사회혼란에 박차를 가하고 있으며, 정치에 대한 국민의 불만이나 사회를 배경으로 과격파가 등장하여 치안 문제도 심각하다.
외교적으로는 서방제국동맹(네뷰로)의 일각으로 그 기술력과 군사력을 배경으로 군림한다. 이웃 국가인 프로스트 공화국과는 상당히 사이가 좋지 않으며 앞서 말했듯이 현재는 휴전을 맺었지만, 공화국과의 전쟁과 그로 인한 영향이 본작의 메인 테마이다. 또한 변동하는 시대의 기술력과 우위성 등이 서서히 잃어가고 있으며 "휴전을 맺은것 자체가 기적이다"라고 할 정도로 국제적인 위치가 흔들리고 있다.
귀족
평민과는 일선을 긋는 존재로, 국가행정을 한손에 쥐고 있다. 단 귀족이라 하더라도 영지를 소유하고 있는 귀족에서부터 싸구려 아파트에 사는 귀족까지 가지각색이다. 귀족으로서의 의무를 다 하려는 귀족이 있는 반면, 지위 및 특권을 이용해서 악행을 저지르는 자도 있다. 선한 귀족보다는 악행을 저지르는 귀족이 압도적으로 많으며, 평민은 사람이 아니라는(인간은 귀족 뿐이다) 사상이 귀족계급 전체에 퍼져있다. 그렇기 때문에 노블레스 오블리주를 실천하려는 귀족을 되려 이상한 눈으로 보는 시국.
배명 13귀족
귀족 중에서도 황실 회의에 참석할 수 있는 권한을 가진 귀족. 작위는 없으며 다른 귀족과 일선을 긋고 있다.
말빈 가문 
〈찢어 가르는 자〉를 의미하는 "L(레이)"을 가진 명문 무가. 특히 선대 당주인 앨리스의 조부의 활약은 눈부시며, 국내외를 불문하고 근린국 로델리아에서도 공적을 올려, 로델리아 선왕에게서 〈고귀한 불꽃(노블 플럼)〉의 칭호와 그 이름이 붙여진 보검, 또한 왕에게서 검기 〈닿지 않는 좌의 보검〉의 비전을 전수받았다. 13귀족 내 서열은 위에서 3번째.

### 제국 육군
본래 성격은 제국의 육군이지만, 정보부와 국가 공안도 담당하는 등 권한이 폭넓다. 정치면에서도 국정이 무력과 결탁하고 있으며, 경찰 권력은 군부가 억압하고 있다. 조직체계는 완전히 수직적 관계를 이루고 있으며, 예를 들어 동일한 목적이라 하더라도 타 부서에 대해 비협조적이거나 때로는 훼방을 놓기도 한다.
정보부 부장:켈빈 중사
제 1과 과장 : 코넬리 소좌 / 부관: 마르코 중위
국내 정보수집과 치안활동이 주요 임무. 본부와 복수의 실동부대로 구성되어 있다. 통칭은 〈육정1과〉
국가공안을 이유로 정보통제나 타기관에 간섭할 수 있는 권한을 가진다. 또한 군부 예산을 얻기 위해 활동하지 말라고 제지를 걸기도 하며, 마약시장을 경영하기 위해 획책하기도 하였다. 단 군부 내의 타 부서에 간섭하기 위해서는 수속이 필요하며, 헌병적인 역할을 하는 것은 아니다.
실동 제 1소대 〈제1의 대검 (클레이모어-001)〉- 부대장: 스나부노즈 대위
제압몰살을 명목으로 1과내에서도 가장 잔인하고 폭력적인 부대이다. 진짜 목적은 국민들에게 공포를 심어주는 것이다. 진압을 위해서는 민간인의 희생도 감수한다. 부대원 전원이 가면을 쓰고 있으며 상대가 항복을 해도 공격할 정도로 가차없다.
실동 제2소대 〈제2의 곡검 (더블곡검)〉-부대장: 라인베르카대위
정보분석과 정보조작을 담당하는 부대. 지력을 사용하여 상대를 기습하는 쌍곡검을 마크로 하고있다.
실동 제3소대 〈제3의 은검 (트라이 대거)〉-부대장: 데릴 중위
잠입조사 및 공작 등을 주로 수행한다.
실동 제4소대 〈제4의 거부 (엑스포스)〉-부대장: 콜드먼 대위
공개 기관에 대한 간섭과 통제를 행하는 부대. 예를 들어 경찰이나 소방기관 등을 지휘하에 두는 권한을 가진다.
제 2과 과장: 라인베르카 소좌
첩보를 목적으로 만들어졌으며, 국외 정보 수집이 주요 임무. 규모는 알 수 없으며 그들의 행동은 군정보부 내에서도 기밀이다. 엄격한 규율과 상하관계가 특징. 임무상 제 1과의 실동 제 3소대 〈트라이 대거〉와 비슷하지만, 제2과는 대상이 된 타국에 단독으로 잠입하지 않으며, 소수인원이 침입하여 제국의 대외적인 첩보활동을 펼친다. 첩보대원이 국외 잠입수사에서 위험에 빠졌을 경우 제국군의 지원을 받기 어렵기 때문에 부대 규칙이 엄격해졌다.
제 3과 과장: 행크스 대위
본작의 중심이자, 전재부흥이 주 임무. 본부와 1개 실동소대가 있다. 구성원은 6명과 개 한마리. 통칭 〈육정3과〉및 〈펌프킨 시저스〉. 표면적인 설립목적은 전재부흥이지만, 실제로는 군부가 국가예산상 국민들에게 〈전재부흥을 위해 노력하고 있다〉고 해명하기 위해 설립되었다. 그렇기 때문에 평상시에는 수사·체포권이 없으며, 주어진 임무에 따라 그 권한을 부여받지만, 그 권한도 큰 위력을 갖지 못한다. 이러한 실정때문에 군부에서는 〈축제부대〉라며 멸시를 받지만, 부대원들은 임무를 다하기 위해 밤낮으로 분투한다. 3과에 할당된 예산의 대부분은 과장인 행크스 대위가 받아오는 임시 권한 허가증 발행 대금으로 충당되고 있다. 행크스는 그 인맥과 실력으로 보통 쉽게 받을 수 없는 허가증을 받아내고 있으며, 본래는 존재하지 않는 권한을 3과가 행사하는 경우도 있다. 단 허가증은 원칙상 1회성이기 때문에 어디까지나 필요한 경우에만 행크스가 판단하여 발행한다.
실동소대 〈펌프킨 시저스〉-부대장: 앨리스 L 말빈소위
전쟁이 목적이 아니라 전재부흥을 목적으로 만들어진 부대이며 치안관리, 서류작성, 식량배급을 주로 한다 가끔씩 큰 전투도 있지만 대부분 하사가 처리한다.
병기국
군에서 사용하는 무기 및 전반적인 설비의 개발·정비를 담당한다. 공화국에 대한 적의가 강한 육군 중에서도 특히 심한 부서이며, 예를 들어 "왼쪽으로 돌리는 나사를 공화국에서 처음으로 발명하면, 제국은 오른쪽으로 돌리는 나사를 개발했겠지"라는 말이 있다. 중요 부품은 대부분 카우브란 박사의 특허기술이 사용되었기 때문에, 기관에서 자료제공을 받아 개발하고 있다. 마르케이유 백작이 개발실의 부실장을 맡고 있다.
기술개발부 기술개발반-주임: 웨브너
현재는 정보부에서 근무하고 있으며 정보부에서 사용하는 차량(전차·장갑차 등)이나 총기의 장비·정비·개발을 담당하고 있다. 정보부에서 근무하고 있지만 병기국에 속해 있기 때문에 1과에서도 쉽게 손댈 수 없다.
인비저블9
901 ATT (Anti Tank Trooper)
Anti Tank Trooper의 약자로 게슈페스트예거 라고 불리며 뜻은 목숨을 무시당한 병사이다. 항상 블루스틸 랜턴을 달고 있으며 팔이 비틀리고 눈을지져도 결코 걸음을 멈추지 않고 특히 상대가 전차라면 두려움이 없는 괴물이된다. 주로 사용하는 무기는 대전차총과 절단기이다.
903 CTT(Chemical Tactics Trooper)
화학탄두를 사용하는 전차부대로 전술독을 사용한다. 첫화에서 댐을 점령하고 악당짓을 하다가 대장이 사망한다.
906 FTT
본편에서도 잠깐 언급이되어만 있지 자세한 설명은 없다. 날개없는 강하병이라는 설명뿐이지 모습이 나오지는 않는다.
908 HTT
강력한 화염방사기를 무기로 사용하고 보호복을 입고 있지만, 보호복안에 들어있는 것은 보호액체가 아니라 고온을 못느끼게하는 마취제이므로, 보호복을 벗는 순간 심각한 화상으로 한스를 제외한 부대원 전체가 사망한다.

## 서적
1. ISBN 89-529-6389-X (2005년 1월 25일 발행)
2. ISBN 89-529-6507-8 (2005년 2월 25일 발행)
3. ISBN 89-529-6820-4 (2005년 5월 25일 발행)
4. ISBN 89-529-7530-8 (2005년 10월 25일 발행)
5. ISBN 89-529-8668-7 (2006년 8월 25일 발행)
6. ISBN 89-529-9122-2 (2007년 4월 12일 발행)
7. ISBN 978-89-529-9935-1 (2007년 6월 26일 발행)
8. ISBN 978-89-258-0367-8 (2007년 11월 8일 발행)
9. ISBN 978-89-258-1425-4 (2008년 6월 25일 발행)
10. ISBN 978-89-258-2218-1 (2008년 11월 25일 발행)
11. ISBN 978-89-258-3174-9 (2009년 10월 25일 발행)
12. ISBN 978-89-258-4203-5 (2010년 4월 15일 발행)

## TV 애니메이션
UHF 애니메이션으로, 2006년 10월부터 방송되었다. 대한민국은 2008년 6월 애니맥스에서 방송. 본편 종료 후 엔딩 테마와 차회예고는 본편과 매우 다른 분위기로 연출되었다.

### 스탭
- 기획: 곤조
- 감독: 아키야마 카츠히코
- 시리즈 구성: 토미오카 아츠히로
- 캐릭터 디자인: 쿠사카베 치즈코
- 메카닉 디자인: 마키하라 슈이치
- 전차 디자인: 무라타 토시하루
- 미술감독: 타카하시 마호
- 색채설계: 오우치 아야
- 촬영감독: 나카지마 슈고
- 3DCG 디렉터: 요시오카 토모카즈
- 편집: 오타케 야요이
- 음향감독: 와타나베 아츠시
- 음악: 오타니 유키
- 취재제공: 독립행정법인 수자원기관 시모쿠보댐 관리소
- 프로듀서: 카와하라 요코
- 애니메이션 프로듀서: 福家日左夫
- 애니메이션 제작: 곤조xAIC
- 제작: 이즈미 프로젝트

### 주제가
오프닝 테마
〈푸른 불꽃〉
작사/ 노래: 타카하시 요코 / 작곡:오모리 토시유키
엔딩테마
〈머큐리★GO〉(18화 이외)
작사:마이쿠스 키야마 / 작곡:네기시 타카유키 / 노래:스테킨과 유쾌한 동료들(우에다 카나 외)
- 군사 애니메이션 이미지와는 동떨어진 굉장히 즐거운 분위기로 만들어졌다.

〈펌프킨 선창〉(18화 한정)
작사:카보챠 군소 / 작곡:오타니 코우 / 노래:스테킨 군소(우에다 카나)
- 18화에서 스테킨이 머큐리 호 앞에서 연습하고 있다.(게다가 올랜드에게 들키고 말았다.) 노래가 그대로 그 화의 엔딩이 되었다. 이쪽도 군사 애니메이션 이미지와는 동떨어진 오본 춤 분위기로 만들어졌다. 또한 이 멜로디는 인터넷 라디오 《라디오 펌프킨 시저스 여기는 육정3과 방송국》 제 20회에 우에다가 출연하였을 때 자신이 제안한 것이라고 밝혔다.

### 방송국
| 방송지역   | 방송국                       | 방송기간                          | 방송시간                                                                             |
| ---------- | ---------------------------- | --------------------------------- | ------------------------------------------------------------------------------------ |
| 사이타마현 | TV 사이타마                  | 2006년 10월 2일 - 2007년 3월 19일 | 월요일 26시 00분 - 26시 30분                                                         |
| 가나가와현 | TVK                          | 2006년 10월 2일 - 2007년 3월 19일 | 월요일 26시 15분 - 26시 45분                                                         |
| 미에현     | 미에 TV 방송                 | 2006년 10월 2일 - 2007년 3월 19일 | 월요일 27시 00분 - 27시 30분                                                         |
| 교토부     | 교토 방송                    | 2006년 10월 3일 - 2007년 3월 20일 | 화요일 26시 00분 - 26시 30분                                                         |
| 효고현     | 선 TV                        | 2006년 10월 3일 - 2007년 3월 20일 | 화요일 26시 10분 - 26시 40분(-2006년 12월) 화요일 26시 05분 - 26시 35분(2007년 1월-) |
| 도쿄도     | TOKYO MX                     | 2006년 10월 6일 - 2007년 3월 23일 | 금요일 25시 30분 - 26시 00분                                                         |
| 지바현     | 지바 TV                      | 2006년 10월 7일 - 2007년 3월 17일 | 토요일 25시 30분 - 26시 05분                                                         |
| 일본 전역  | 미란카                       | 2006년 11월 3일 - 2007년 4월 13일 | 금요일 3시 00분 - 3시 30분 금요일 11시 00분 - 11시 30분 금요일 19시 00분 - 19시 30분 |
| 일본 전역  | AT-X                         | 2006년 12월 13일-2007년 5월 23일  | 수요일 11시 30분 - 12시 00분                                                         |
| 일본 전역  | 프리츠 스퀘어 (동 일본 한정) | 2007년 2월 15일-2007년 3월 22일   | 목요일 15시 00분 갱신(4화씩)                                                         |

### 인터넷 라디오
〈라디오 펌프킨 시저스 여기는 육정3과 방송국〉
온센에서 방송된 인터넷 라디오 프로그램. 진행은 앨리스 역의 이토 시즈카.

### 드라마 CD
Pumpkin Scissors Dramatic CD 천연녹황색
2007년 3월 23일 발매. 오리지널 드라마 외에 우에다 카나가 부른 엔딩 테마와 삽입곡이 수록되었다.
펌프킨 시저스 드라마 CD -SNOW VACATION-
2007년 4월 11일 발매.